# Druhá světová válka v literatuře
Po roce 1945 (částečně již před ním) se hlavní tématem literatury stala druhá světová válka a její důsledky. Tím se do popředí mnoha národních literatur dostala protiválečná témata. Velká část autorů této literatury se války přímo účastnila jako vojáci anebo v případě německých autorů byli již před válkou nuceni odejít do exilu.
Převážná část autorů popisuje válku z pohledu obyčejných lidí, nebo vojáků, nesoustředí se tak na problematiku druhé světové války, ale rozvíjí stará protiválečná témata. Kromě těchto starých témat se otevřela i nová témata, z těch se do literatury nejvíce promítlo téma koncentračních táborů, které v literatuře nejčastěji zastupuje Osvětim, a téma svržení atomové bomby. Tato nová témata se dočkala řady románových i faktografických zpracování různé kvality. Obě tato témata zůstala živá po celý zbytek 20. století, ačkoli lze říci, že koncem 20. století již byla značně oslabena a částečně i vyčerpána.

## Národní literatury
Dalším rysem poválečné literatury je značný rozdíl mezi pojetím jednotlivých národních literatur, které reagovaly na potřeby jednotlivých zemí, a to na základě toho, jak jednotlivé státy ve válce působily.
Mimo tyto nejznámější národní literatury existovaly stejné či podobné proudy ve všech evropských národních literaturách, tyto literatury však nebyly určující pro další vývoj. Přesto však někteří spisovatelé značně ovlivnili literaturu o druhé světové válce, mezi nejvýznamnější spisovatele této tematiky patří ještě Italové Curzio Malaparte a Alberto Moravia, dále pak Poláci Miron Bialoszewski a Jerzy Andrzejewski.

### Německá literatura
Nejvýrazněji se tato literatura projevila v Německu, kde vznikla silná potřeba morální obrody, na pocit viny části Němců reagovala Gruppe 47. Skupina 47 vznikla v roce 1947 (formálně zanikla roku 1977, neaktivní od roku 1967) a zcela programově se pokoušela o morální obrodu Německa. Její zakladatel Hans Werner Richter se snažil navázat na humanisty (např. Thomas Mann), kteří byli nuceni odejít z Německa. Této skupině se podařilo dostat německou literaturu zpět na její místo a odpoutat ji od provázanosti s NSDAP. Pro německou literaturu bylo důležité nesoustředit se na generaci exulantů, ale najít novou literaturu, která spojí exilový proud a zároveň osloví mladé literáty. Skupinou 47 tak prošla celá řada názorově, ale i generačně rozdílných spisovatelů. Nejvýznamnějšími představiteli tohoto proudu v německé literatuře byli: Heinrich Böll, Siegfried Lenz, Hans Werner Richter, Günter Grass, Martin Walser, Peter Weiss, Erich Maria Remarque a Hugo Hartung.

### Japonská literatura
V podobné situaci jako německá literatura se po druhé světové válce nacházela japonská literatura, Japonci se však k válce postavili úplně jinak než tomu bylo v německé literatuře. Japonská literatura se soustředila především na svržení atomové bomby na Hirošimu (je zajímavé, že Nagasaki se literárně moc neprosadilo[zdroj?]). Což jim paradoxně pomohlo se vyrovnat s druhou světovou válkou, protože toto téma proniklo i do jiných literatur a v literárních kruzích převažoval názor odsuzující svržení atomové bomby. V Japonsku bylo možno publikovat cokoli o atomové bombě až po roce 1951, kdy byla podepsána mírová smlouva se USA (do té doby bylo Japonsko pod americkou vojenskou správou). Po tomto roce se tohoto tématu Japonci chopili důkladně a postupně s k tomuto tématu vyjádřilo značné množství spisovatelů. Většina z nich se ani nepokusila o pohled z druhé strany a prostě za to Američany odsoudila. V nejaponské literatuře se pak na toto téma objevuje velmi široké spektrum názorů od schvalování tohoto činu, až po posouvání této problematiky do jiné roviny a přehodnocování toho, kdo byl agresor a kdo se pouze bránil. Toto někdy vedlo až ke snaze líčit Japonsko jako oběť. Pro tuto literaturu vzniklo v Japonsku označení literatura atomové bomby, či literatura jednoho okamžiku, které později převzal celý svět.
První zprávu o atomovém výbuchu podala Jóko Óta (1903–1963) v eseji Záblesk jako na dně mořském, který vyšel v japonských novinách Asaki 30. srpna 1945. V průběhu 50. letech 20. století se toto téma proměnilo ve výzvu ke zničení atomových zbraní, tuto tendenci lze nejlépe pozorovat v díle spisovatele Sanči Tóge (1917–1953) např. Básně atomové bomby z roku 1952 a díle Tamiki Hary (1905–1951) např. Letní květy z roku 1947 či Předehra ke zkáze z roku 1949. Nejvýznamnějším Japoncem zabývajícím se touto tematikou byl Kenzaburó Óe (1935–2023), který se pokusil tuto tematiku zpracovat nejen umělecky, ale i faktograficky.
Tento druh literatury byl v Japonsku dlouho živý, časem bylo toto téma samozřejmě nejen oslabeno, ale vyhraněný vztah k němu se projevuje ještě počátkem 21. století, kdy nabývá na intenzitě především při různých výročích, atp.
Z nejaponské tvorby k tomuto tématu stojí za zmínku především dílo francouzské spisovatelky Marguerite Durasové (1914–1995) Hirošima má láska (Hirošima mon amour) z roku 1959, podle tohoto díla natočil o rok později Alain Resnais film, který toto dílo proslavil. V tomto díle se prolínají dva děje, jeden z roku 1944 ve francouzském městě Nevers, kde se Francouzka zamiluje do německého vojáka, kterého obyvatelé města na konci války zabijí a dívku potrestají ostříháním vlasů. Druhý děj prožívá ta samá hrdinka v Hirošimě v roce 1957, kde již není schopna takové lásky. Toto dílo není příběhem této Francouzky (nemá zde ani jméno – všude je jen Ona), ale příběhem o válce. V celém díle se střídají střihy do Neveresu a Hirošimy, a to jak z roku 1957, tak z roku 1945 (ačkoliv tam tou dobou hlavní hrdinka nebyla). Protijaderná tematika se znovu objevila po černobylské havárii (1986), kdy polemika kolem jaderné energie nabrala znovu na síle. Ačkoli se již nesla jiným směrem a netýkala se Japonska, lze říci, že se jedná o příbuzný druh literatury.

### Anglická literatura
Z evropských literatur je v pojetí válečné literatury odlišná anglická literatura, to je způsobeno jednak faktem, že zde nebyla potřeba morální obrody a že Británii čekaly po válce problémy s rozpadem koloniálního panství, což se stalo problémem číslo jedna, který samozřejmě ovlivnil i literaturu. V anglické literatuře tak prakticky neexistuje válečný román. Díla o druhé světové válce zde vznikala také, ale často se jednalo spíše o díla debatující o morálce, než zabývající se přímo válkou. Dalším rysem v anglické literatuře je vznik mnoha parodií na válečná díla a děl humoristického rázu. Nejvýraznějšími osobnostmi tohoto žánru v anglické literatuře byli Eric Lambert a James Clavell. Velmi výrazná jsou díla Pahorek a Pahorek z písku, která napsal Ray Rigby. Nejznámější se stala kniha Jak jsem vyhrál válku, kterou napsal Patrick Ryan. Tato kniha humornou formou paroduje válečné deníky, paměti, atd. Autor se staví do role zapisovatele příhod poručíka Goodbodyho. Sleduje osudy 12. čety 4. mušketýrského pluku, jíž Goodbody (autor) velel. Popisuje organizační zmatky, chyby, lidská selhání a hledá ve válce humor.

### Americká literatura
V USA nebyla dlouhodobě válečná tvorba příliš populární, což bylo způsobeno především faktem, že se jich válka přímo nedotkla. Pro Spojené státy měla mnohem větší význam válka v Pacifiku, což se odrazilo i na literatuře. Po určité době se toto téma dostalo spíše na úroveň humoru a parodie. S touto tematikou se do americké literatury nejvýrazněji zapsali: Norman Mailer, Joseph Heller, Anton Myrer, Kurt Vonnegut Jr. a Irwin Shaw.

### Koncentrační tábory

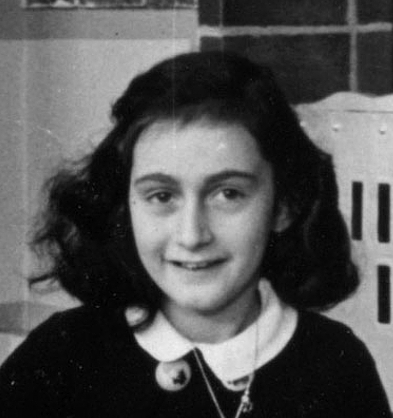
Anne Franková (1940)